# رامون سوريا
رامون سوريا (بالإسبانية: Ramón Soria)‏ هو لاعب كرة قدم إسباني في مركز الدفاع، ولد في 9 مارس 1989 في لقنت في إسبانيا. شارك مع منتخب إسبانيا تحت 16 سنة لكرة القدم ومنتخب إسبانيا تحت 17 سنة لكرة القدم. أما مع النوادي، فقد لعب مع أوتاوا فيوري وخوفا اسبانيول وريال مايوركا ونادي ألباسيتي ونادي تساليه.

## وصلات خارجية
- رامون سوريا على موقع قاعدة بيانات كرة القدم.إي يو (الإنجليزية)
- رامون سوريا على موقع Soccerway.com (الإنجليزية)
- رامون سوريا على موقع AS.com (الإسبانية)